# تاج

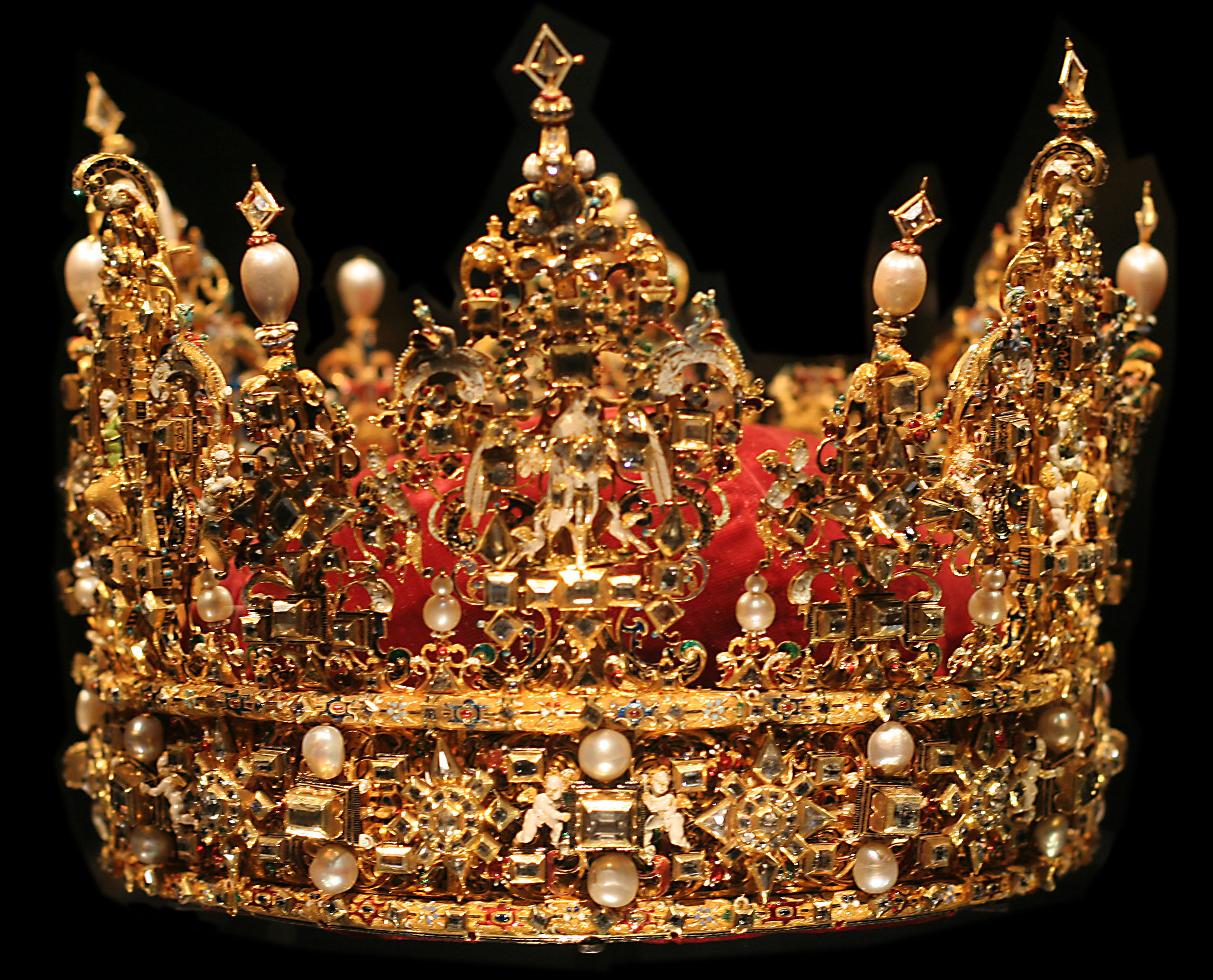
تاج ملك الدانمرك كريستيان الرابع

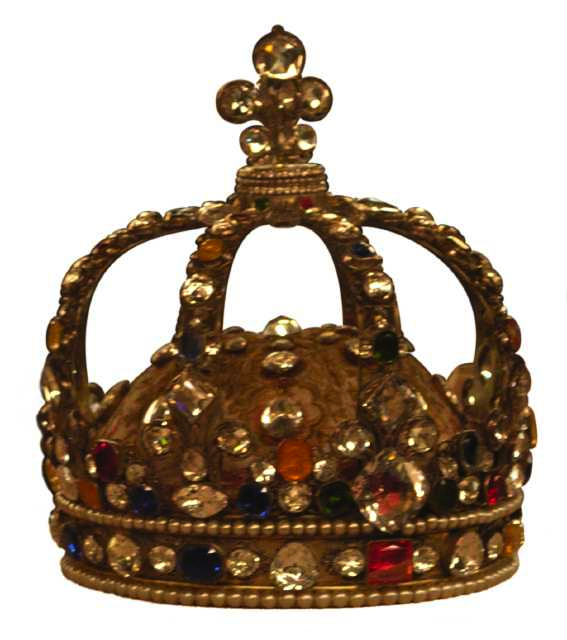
تاج ملك فرنسا لويس الخامس عشر

تاج بهلوی

«التاج» هو لباس الرأس للملوك. كان استخدام التاج معروفا من أول نشأة اللإنسان
وذلك لأن حب الزينة غريزة من غرائزه وقد أشبع «الإنسان» الأقدم هذا الميل فيه بالزهور التي كان يجدها بين يديه وكان أخص أنواع الزينة عند الأقدمين وضع تاج من «الزهور» على الرأس.
و يظهر أن استعمال التاج دعت إليه حاجة أخرى وذلك أن الإنسان في الزمن القديم كان بعد أن يعمل لنيل قوته يميل للراحة فكان يستر وجهه من حرارة الشمس بتاج يتخذه من الأعشاب يجدلها ويحيط بها رأسه وكان أكثر استعماله لهذا النوع من التاج عند تناول الطعام فنشأ من هنا الميل إلى لبس التيجان في الولائم وجعل عنوانا على الراحة وطمأنينة القلب ومن هنا نشأت عادة تتويج الآلهة عند الوثنيين فتوج اليونانيون الأله جوبيتير كبير آلهتم بتاج مكون من جميع الأزهار دلالة على شمول سلطانه على جميع الآلهة وتوجوا كل إله من الآلهة التي تليه بتاج خاص على حسب الوظائف التي كانوا يشغلونها في تدبير هذا العالم.
و ارتقى صنع التيجان فبعد أن كانت تصنع من الزهور صارت تصنع من الأحجار الكريمة فكان الملوك والأغنياء يهدون المعابد والهياكل تيجانا من الذهب والفضة وبعد أن كانت التيجان خاصة بالآلهة انتقلت إلى خدمتهم فصار الكهان والسدنة يضعون على رؤوسهم تيجانا عند الاحتفال بصلواتهم العامة ثم صار يلبسه الأمراء والأميرات. وكان لا يصح الجلوس على الموائد إلا بتاج على الرأس وقد أسرف الناس في استعماله فكان بعض الناس يحمل معه ثلاثة تيجان ليلبس أحدها على قمة الرأس والُاني على الجبهة والثالث على العنق بحيث يقع على الأكتاف وعلى الصدر.
كانت عادة التتويج بالأزهار أو بأوراق الشجار عند الإسرئيليين علامة على الفرح والسرور فكان إذا دخل ملك أو قائد إلى بلد منصوراً استقبله الناس بتيجان من الأزهار يلقونها بين يديه وتحت قدميهو استعملوها أيضا في الولائم وفي القرابين وكان المقربون يضعون على رؤوسهم تيجانا أيضا.
و لما جاء كلودبرس بلوشر القنصل الروماني زاد على التاج الزهري دائرة من الذهب مع تغطية غصون الزيزفون بأوراق من الذهب ثم زادوا على ذلك فيما بعد أشرطة تتدلى على الكتف.
ثم استعمل التاجي الزواج فصار يضع الزوج على رأسه تاجا وتضع العروس تاجين أحدهم من الزهور الطبيعية وذلك عند إيصالها إلى بيت زوجها والثاني من الذهب المرصع بالأحجار الكريمة.
و قد جعل الرومانيون التيجان من المكافآت فجعلوا تاجا لمن ينجي جنديا رومانيا من الخطر في الحرب وتاجا لأول جندي يتسلق جدار المدينة المحاصرة وتاجا لمن ينجي جيشا رومانيا محصورا وتاجا لأول جندي يلقي بنفسه في سفينة من سفن الأعداء في الحرب البحرية وتاجا للقائد انتصرت فرقته على الأعداء وإن لم يكن حاضرا تللك الواقعة.
و لما جاءت المسيحية كره قادتها التاج لنه بقايا من بقايا الوثنية وهادم للمساواة التي جاءت بها تلك الديانة لتقريرها بين الناس ثم انتهى الأمر بقبوله وصار رجال الدين أسبق إلى وضعه على رؤوسهم ولما نشأت الدول الأوروبية الحالية استقرت فيهم عادة لبس التاج وشاعت شيوعا تاما.
أما المسلمون فلم يأخذوا فيما أخذوه من الأمم عادة لبس التاج إلا للنساء لتحريم لبس الذهب على الرجال إلا ملوك الفرس فقد كانت لهم تيجان مرصعة بالألماس الثمين واللآليء الكريمة.